# 诸全州
诸全州，元朝末年，朱元璋设置的州。
元朝至正十九年（1359年），朱元璋改诸暨州置，今浙江省诸暨市。属绍兴路。辖境即今浙江省诸暨市一带。至正二十六年（1366年），朱元璋复改置诸暨县。 